# Trent Tucker
Kelvin Trent Tucker (né le 20 décembre 1959, à Tarboro, Caroline du Nord) est un ancien joueur américain de basket-ball qui joua 11 saisons en National Basketball Association.

## Carrière de joueur
Arrière shooteur issu de l'université de Minnesota de 1978 à 1982, les menant à un titre de champion de la Big Ten Conference lors de son année senior. Il fut ensuite sélectionné par les Knicks de New York au 6e rang de la draft 1982. Le 30 novembre 1982, alors qu’il n’était que le deuxième début de sa carrière dans la NBA, Tucker a battu l’opposant Utah Jazz 17-11 au troisième trimestre. Tucker fut l'un des premiers spécialistes du tir à trois-points, il représenta d'ailleurs les Knicks lors du premier Three-point Shootout lors du All-Star Game 1986, arrivant en demi-finales où il fut battu par Craig Hodges et le futur vainqueur Larry Bird. Tucker joua neuf saisons avec les Knicks avant de rejoindre les Spurs de San Antonio en 1991, puis après une saison avec les Spurs, il intégra les rangs des Bulls de Chicago, qui remporta le titre de champion en 1993. Il prit sa retraite à l'issue de cette saison, après avoir compilé 6 237 points et 1 532 passes décisives en carrière, se classant au 9e rang de l'histoire au pourcentage de tirs à trois-points (40,8 %).

## La règle Trent Tucker
Le 15 janvier 1990, quand Tucker jouait à New York, il restait 0.1 seconde à jouer lors d'un match contre les Bulls, il inscrivit un incroyable tir à trois-points avant que le buzzer ne retentisse. Le panier fut accordé et les Knicks gagnèrent le match. La NBA établit par la suite une règle stipulant qu'il fallait "0.3 seconde à l'horloge pour qu'un joueur puisse tenter un tir."[réf. souhaitée] Un tir qui est parti alors qu'il restait 0.3 seconde ou moins compte toujours.

## Après carrière
À l'issue de sa carrière, Tucker travailla comme commentateur des matchs des Timberwolves du Minnesota. Il est aussi un philanthrope actif ; il fonda la Trent Tucker Non-Profit Organization en 1998 et a accueilli de nombreuses célébrités lors d'un tournoi de golf afin de récolter de l'argent pour des œuvres de charité de la région de Minneapolis. Il a aussi développé une ligne de vêtements appelée Hoopology célébrant l'art du basket-ball. Il est aujourd'hui commentateur de la Big Ten Conference.